# Gli infedeli
Pour les articles homonymes, voir Les Infidèles.
Pour plus de détails, voir Fiche technique et Distribution.
Gli infedeli est un film de comédie italien sorti en 2020 et réalisé par Stefano Mordini sur un scénario qu'il a coécrit avec Filippo Bologna.
Le film, mettant en vedette Riccardo Scamarcio, Valerio Mastandrea et Laura Chiatti, est un remake du film français Les Infidèles de 2012.

## Fiche technique
- Titre original : Gli infedeli
- Réalisation : Stefano Mordini
- Scénario : Filippo Bologna, Stefano Mordini
- Photographie : Luigi Martinucci
- Montage : Massimo Fiocchi
- Musique : Massimo Nunzi
- Pays de production :  Italie
- Langue originale : italien
- Format : couleur
- Genre : comédie
- Durée : 88 minutes
- Dates de sortie :
  - Netflix : 2020

## Distribution
- Riccardo Scamarcio : Lorenzo
- Valerio Mastandrea : Favini
- Laura Chiatti : Silvia
- Valentina Cervi : Beautiful wife
- Marina Foïs : Another beautiful wife
- Euridice Axen :
- Massimiliano Gallo : whoknows
- Ascanio Balbo : Rudi
- Alessia Giuliani :
- Alessandro Fiorucci : College
- Norbert Ortner : mailman
- Donato Placido :
- Ania Matushchenko :